# Montecastello
Montecastello – miejscowość i gmina we Włoszech, w regionie Piemont, w prowincji Alessandria.
Według danych na styczeń 2010 gminę zamieszkiwało 327 osób przy gęstości zaludnienia 42,9 os./1 km².